# Ganoderma austrofujianense
Ganoderma austrofujianense är en svampart som beskrevs av J.D. Zhao, L.W. Hsu & X.Q. Zhang 1979. Ganoderma austrofujianense ingår i släktet Ganoderma och familjen Ganodermataceae.   Inga underarter finns listade i Catalogue of Life.